# Spreewald

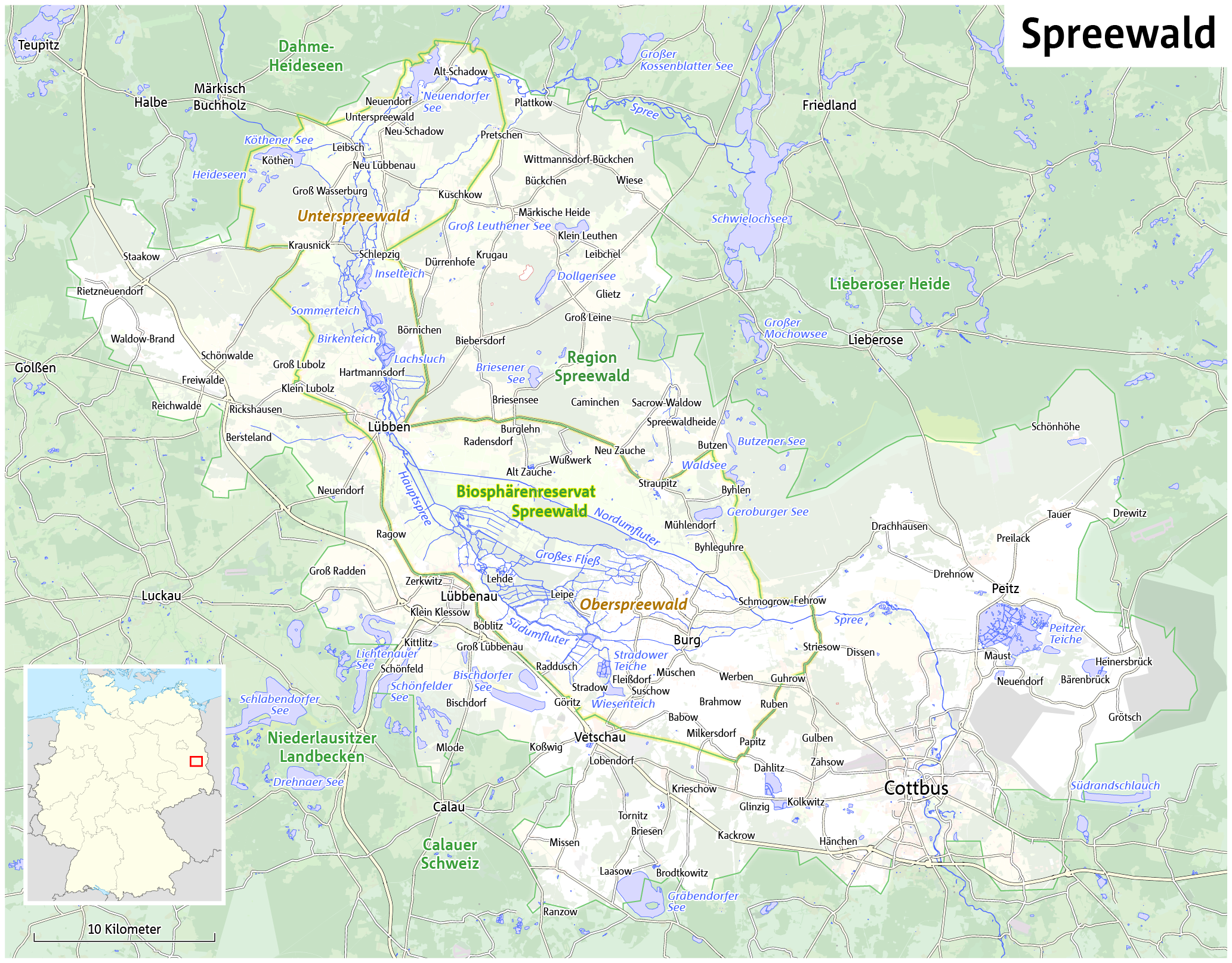

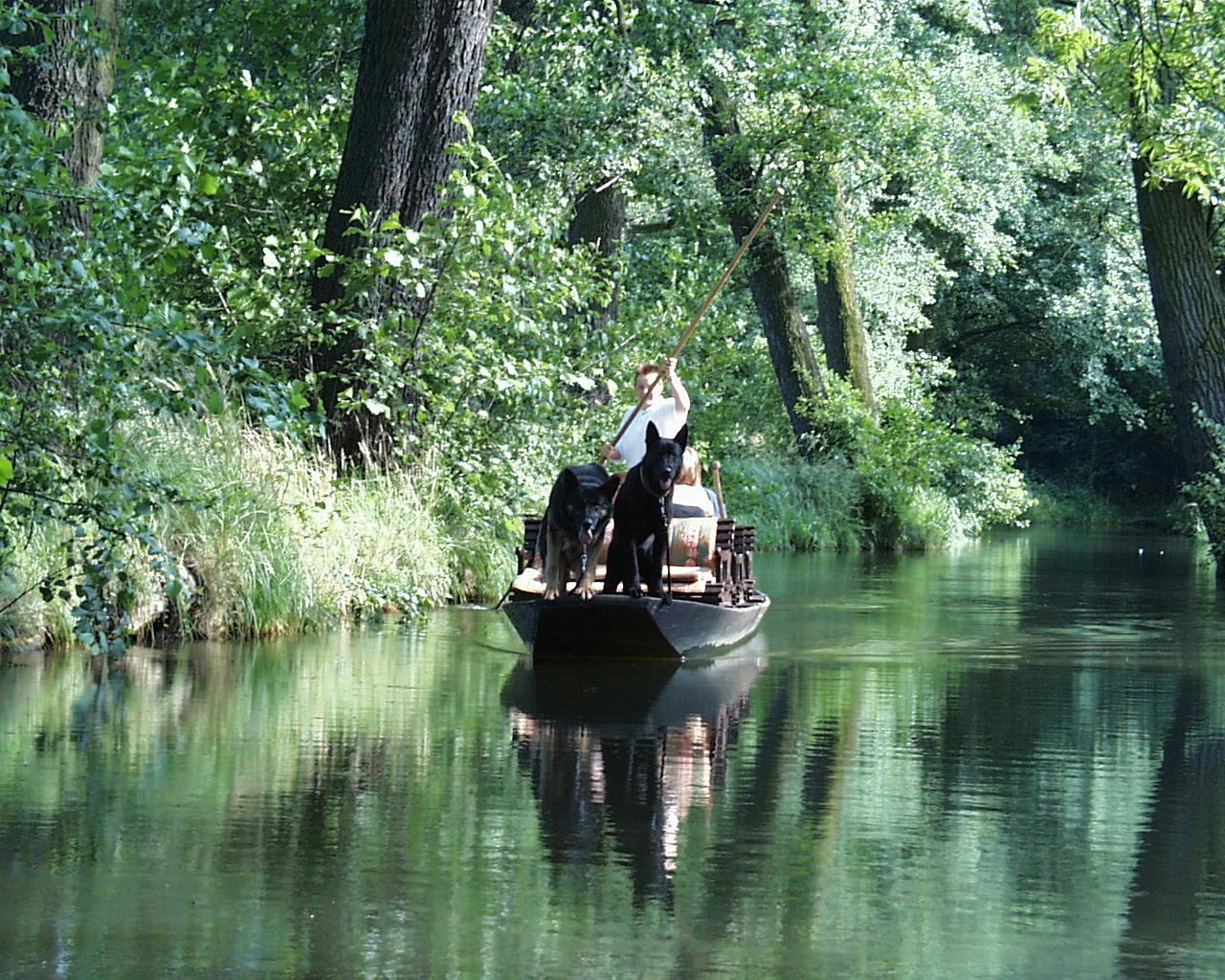

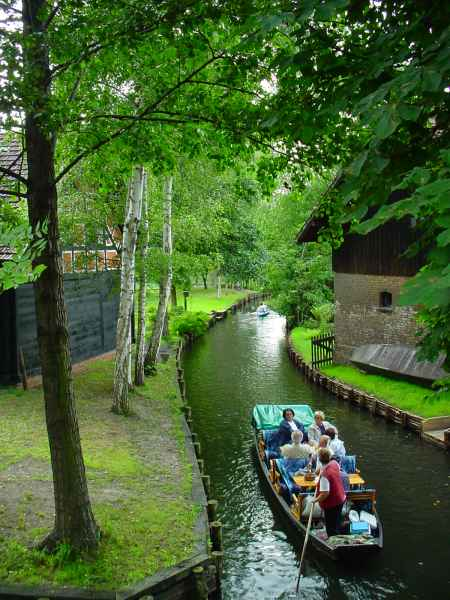

Spreewald (dolnołuż. Błota) – kraina geograficzna Łużyc Dolnych o powierzchni 3173 km², zlokalizowana we wschodniej części Niemiec, w Brandenburgii, na obszarze powiatów Spree-Neiße, Oberspreewald-Lausitz i Dahme-Spreewald. Dzieli się na południowy Oberspreewald (Górny Spreewald) oraz północny Unterspreewald (Dolny Spreewald).

## Położenie i obszar
Spreewald usytuowany jest około 100 km na południowy wschód od Berlina. Zamieszkuje go 285 000 osób, z których sporą część stanowią Łużyczanie. Główne miasto regionu to Lubin (niem. Lübben).

## Przyroda
Spreewald to unikatowy przykład nizinnego krajobrazu rzeczno-dolinowego. Jest on efektem ostatniego zlodowacenia, które poszarpało rzekę Sprewę na wiele drobniejszych nurtów i strumieni ciągnących się w sumie przez 970 km. Między licznymi odnogami rzeki znajdują się pola uprawne. Na niektóre z nich można dostać się wyłącznie przy użyciu łodzi. W 1991 r. Spreewald został uznany za rezerwat biosfery UNESCO.

## Turystyka
Do atrakcji turystycznych w tym regionie należą wycieczki po kanałach Spreewaldu, odbywane w czółnach, wprawianych w ruch przy pomocy długich tyczek, którymi posługują się sternicy. Specjalnością kulinarną regionu są przetwory z ogórków, przygotowywane z użyciem octowej zalewy, musztardy, miodu i chilli (ogórki spreewaldzkie).